# James Herbert Veitch
Pour les articles homonymes, voir James Veitch et Veitch.
James Herbert Veitch F.L.S., F.R.H.S., né le 1er mai 1868 à Londres et mort le 13 novembre 1907 à Exeter, est un horticulteur anglais, membre de la famille Veitch qui s'est distinguée dans la botanique et l'horticulture pendant plus d'un siècle. Son abréviation botanique est J.H.Veitch.

## Formation
James Veitch naît à Chelsea (Londres), fils aîné de John Gould Veitch (1839-1870) et son épouse, née Jane Hodge. Son père meurt de tuberculose,  alors qu'il est en bas âge et la pépinière familiale de Chelsea est administrée par son oncle, Harry Veitch.
Il est éduqué au Crawford College de Maidenhead, puis reçoit une formation technique en Allemagne et en France, et commence à travailler dans l'entreprise familiale en 1885. Il est élu membre de la Société linnéenne en 1889, et membre de la Royal Horticultural Society.

## Collecteur de plantes
En octobre 1891, il embarque pour une tournée d'inspection des jardins publics et botaniques de l'Empire gérés par le gouvernement et visite des établissements horticoles privés. Il passe par Rome et embarque à Naples pour Ceylan, puis voyage à Tuticorin et à Lahore. Il poursuit vers Calcutta et les Straits Settlements. Il visite le jardin botanique de Penang, dont le conservateur Charles Curtis avait été employé de la maison Veitch & Sons comme collecteur de plantes, avant de s'installer à  Singapour dont James Veitch visite le jardin botanique. Il visite ensuite Johor, puis retourne à Singapour en février 1892 où il gravit le Bukit Timah (le point culminant de l'île) en compagnie de Walter Fox, conservateur du jardin.
Il voyage ensuite à Buitenzorg dans la partie occidentale de Java, où il visite le Jardin botanique de Bogor. Il explore également le cratère du volcan Kawah Papandajan, et se rend au lac Bagendit près de Garoet.
Il poursuit son voyage au Japon, où il rencontre Charles Sprague Sargent de l'arboretum Arnold, et entreprend une expédition botanique en faisant l'ascension du Mont Hakkoda. Après avoir visité la Corée, il rejoint l'Australie en 1893. Il est déçu par l'Australie et écrit qu'il est plus facile de collecter des semences au Japon qu'en Australie où « personne ne vient en aide ». Il se plaint que les graines de beaucoup de plantes « sont si petites qu'il ne pouvait savoir s'il s'agissait de graines ou de poussière ». Il envoie à Kew une collection de spécimens séchés de 250 espèces d'Australie occidentale. Ensuite, il visite l'île du Nord de Nouvelle-Zélande, avant de retourner en Angleterre en juillet 1893.
Parmi les résultats de ses expéditions, il introduit le grand cerisier d'hiver Physalis alkekengi franchetii et réintroduit le Rhododendron schlippenbachii et Vitis coignetiae.
Des lettres décrivant les jardins qu'il a visités pendant son voyage sont publiées dans la Gardener’s Chronicle (de mars 1892 à décembre 1894), et l'ensemble est publié sous le titre A Traveller’s Notes en 1896.

## Pépinières Veitch

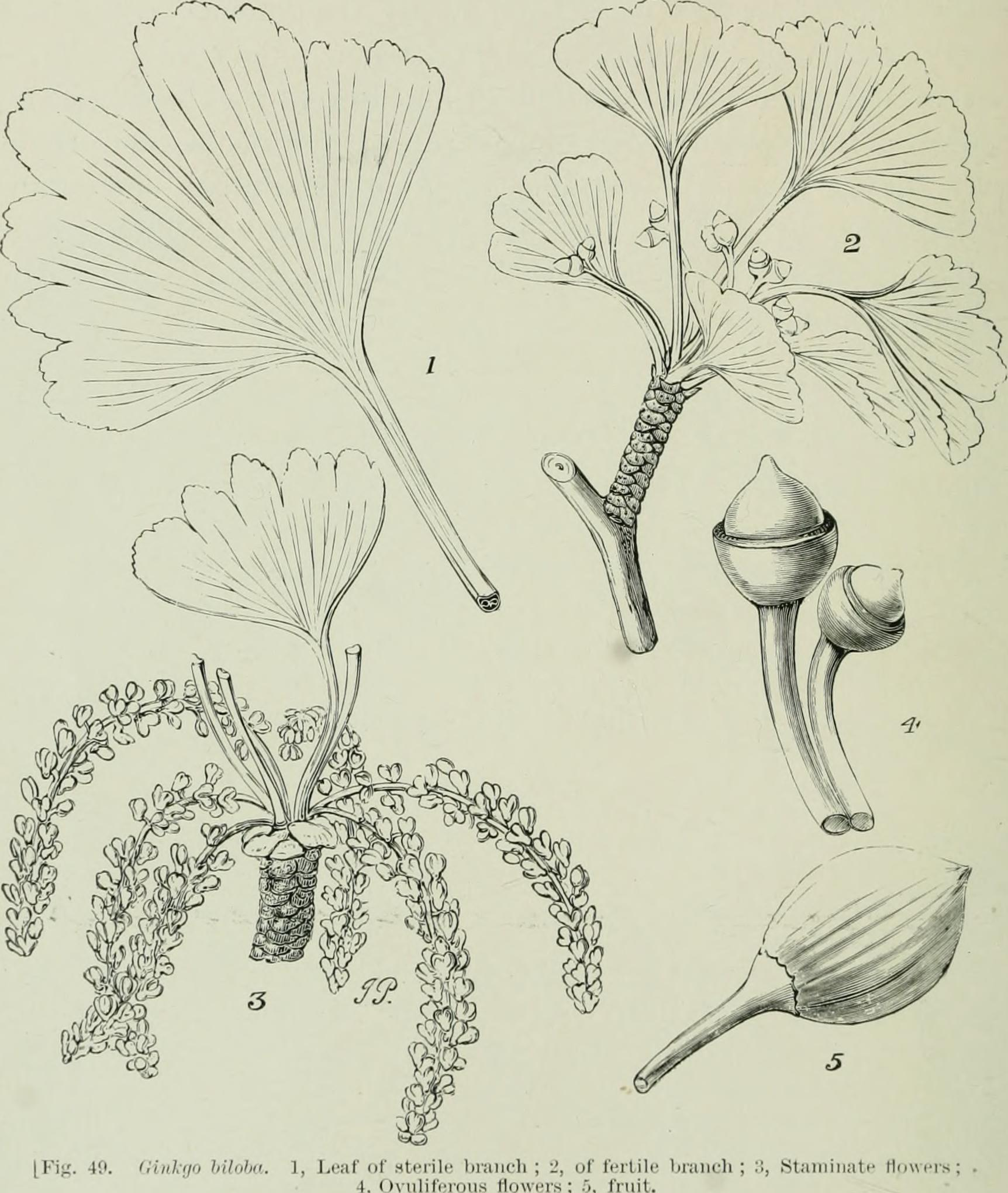
Manuel des conifères de Veitch (1900), planche du gingko.

En 1898, l'entreprise James Veitch & Sons devient une société à responsabilité limitée, dont James Veitch devient le directeur général. Il envoie Ernest Henry Wilson collecter des plantes en Chine et au Tibet.
La direction des affaires se révèle trop lourde pour James Veitch, et il tombe en dépression nerveuse. Son comportement s'altère, il néglige ou brusque la clientèle, provoquant le déclin du chiffre d'affaires. Il meurt à seulement 39 ans et son frère John lui succède, mais il s'avère incapable de diriger la maison, si bien que leur oncle, Harry Veitch, revient prendre la direction. Il ferme la pépinière après la mort de John Veitch survenue en octobre 1914. 
James Veitch meurt de paralysie le 13 novembre 1907 à Exeter, où il est enterré. Il avait épousé en 1898 Lucy Elizabeth Wood, qui lui survit sans descendance.

## Hortus Veitchii
En 1906, Veitch, assisté de différents membres de la famille, publie en privé Hortus Veitchii. histoire de l'entreprise et de ses collaborateurs avec des portraits illustrés. La nomenclature botanique est révisée par George Nicholson, conservateur des jardins botaniques royaux de Kew.
Ce livre constitue une étude de l'histoire des expéditions botaniques pour collecter des plantes par nombre de voyageurs, de collecteurs de plantes et d'obtenteurs travaillant pour les pépinières Robert Veitch & Son d'Exeter et James Veitch & Sons, de 1840 à 1906. Ce livre décrit en détail les mille cinq cents plantes que l'entreprise a introduites, leur origine et le temps que les collecteurs ont mis pour en garantir la culture (les pépinières Veitch sont les premières en Grande-Bretagne à employer des collecteurs de plantes). Ces volumes en édition limitée ne sont pas destinés à volumes être vendus au grand public, mais sont offerts aux bibliothèques, aux universités, aux botanistes et à des clients prestigieux. Les exemplaires de l'édition de 1906 sont devenus très rares aujourd'hui et se vendent à plus de 1 000 livres sterling.
En 2006, l'horticulteur Caradoc Doy d'Exeter qui fait autorité aux pépinières Veitch publie un fac-similé pour marquer le centenaire de la publication.
Hortus Veitchii est une référence essentielle en ce qui concerne l'introduction des plantes pendant l'ère victorienne, et constitue une liste de celles qui sont encore commercialisées par les pépinières d'aujourd'hui ; ce livre aide aussi les jardiniers à considérer la reproduction de jardins historiques de cette période, c'est aussi un ouvrage important pour les personnes désireuses de préserver des plantes rares introduites en Grande-Bretagne à cette époque et pour toute personne s'intéressant à l'histoire de la botanique de cette période.